# 통근 5방면 작전
통근 5방면 작전(일본어: 通勤五方面作戦 쓰킨 고호멘 사쿠센[*])은 일본 수도권의 일본국유철도 통근 노선의 수송력 증강을 목표로, 1964년 6월에 제 322회 일본국철 상무회에서 그 개요가 승인된 프로젝트의 총칭이다. 약칭은 5방면 작전(五方面作戦). 도쿄 5방면 작전(東京五方面作戦)이라고도 한다.

## 5방면 작전의 배경과 계획
제 2차 세계대전 이후의 고도 경제성장과 도시부의 과밀화에 의해 도쿄 근교 노선의 통근시간대 혼잡은 '통근 지옥'이라고 자칭할 만한 것이었다. 일례로서 정원대비 승차 인원수를 의미하는 혼잡률은 1960년에 다음과 같이 되어 있었다.
- 소부 본선: 312%
- 도호쿠 본선: 307%
- 주오 쾌속선: 279%
- 조반선: 247%

그때까지 일본국철은 72계로 대표되는 구형 국전과 객차 열차를 신성능 전차(101계, 113계 등)로 교체하여 열차 편수를 늘림으로써 혼잡 완화를 노렸다. 하지만 수송량의 증가에 맞추는 것이 아니라 혼잡을 해소하는 데에는 선로 추가를 동반한 근본적인 수송력 강화가 필수라고 지적되어 1960년대에 들어서면서부터 매년 감사보고서에서도 지적되고 있었다.
일본국철의 노선도를 보면 도쿄 도심으로의 수송은 남서에서 시계방향으로 도카이도 본선·요코스카 선·주오 본선·다카사키 선·도호쿠 본선·조반선·소부 본선이 담당하고 있었던 것을 알 수 있다. 이 다섯 방향으로 방사형으로 뻗은 노선을 복복선화하는 등 근본적인 수송력 증강 방안을 계획하고 실행한 것이 '통근 5방면 작전'으로 불리는 이유다.
또한 운전 업무 측면에서도 증편을 계속해도 당시 수송 인원은 그 이상으로 증가했기 때문에 이 프로젝트의 조기 완수에 의한 혼잡 완화 및 열차 증편이 가능하므로 운전 담당자도 조기완수를 일본국철 당국에 강하게 요청했다. 결정적이었던 것은 미카와시마 사고 및 쓰루미 사고이며 모두 과밀 운행계획표(다이어)가 피해를 키운 것이 문제시되었다. 때문에 쓰루미 사고 직후인 1963년 11월에는 안전책으로 선로 증설을 촉진하는 취지의 의사 표명이 총재로부터 나온다.
5방면 작전은 1965년도부터 1971년도 말까지 계획된 제3차 장기 계획으로 중점 투자 대상이었던 통근 투자의 핵심을 이루고 있다. 그러나 1965년 당시의 혼잡률 예상에서는 다섯 노선의 선로 추가를 실시해도 집중이 계속되는 인구 앞에는 혼잡률을 당시의 상황보다 다소 억제하는 정도의 효과밖에 갖고 있지 않다고 여겨졌다.
|                        | 현재 | 공사를 실시 하는 경우 | 실시하지 않는 경우 |
| ---------------------- | ---- | --------------------- | ------------------ |
| 주오 쾌속선            | 284  | 270                   | 370                |
| 주오 완행선            | 208  | 180                   | 270                |
| 소부 선                | 312  | 239                   | 445                |
| 게이힌 도호쿠 선(남행) | 282  | 192                   | 357                |
| 야마노테 선(외선 순환) | 272  | 171                   | 326                |
| 난부 선                | 284  | 257                   | 461                |
| 요코스카 선            | 264  | 200                   | 486                |
| 도카이도 선            | 171  | 207                   | 367                |

이처럼 수요 추종형으로 된 이유는 소고 신지(十河信二) 일본국철 총재 시대 이전에 제 2차 5개년 계획까지 통근투자에 대한 부정적인 의견이 있어 일본국철의 수도권 인구 집중에 대한 대응이 늦었기 때문이다. 소고 신지의 뒤를 이은 이시다 레이스케(石田礼助)는 5방면 작전 계획을 지시한 총재지만, 소고 시대에는 국철 감사 위원을 맡고 있으며, 다음과 같이 통근 투자에는 소극적이었다.
 다음으로 통근 대책에 대해서도 말해두어야 한다. 지금 생각하면 이건 굉장한 오해였다. 당시 나는 국철이 통근 대책에 거액의 자금을 쏟아붓는 데에는 소극적인 의견이었다. 즉 대도시의 통근 수송은 국철도 일익을 담당하고 있지만 원래 정부 혹은 도쿄도·오사카시 등의 대도시 당국이 이니셔티브를 취해 주택정책과 관련시켜 추진해야 할 문제이지, 국철이 혼자 하는 문제도, 또한 할 수 있는 문제도 아니다. 국철은, 역시 다른 담당자가 없는 간선 운송 강화에 중점을 두어야 하며, 투자도 그것에 따라 하는 것이 낫다는 것이 내 생각 이었다. 이 의견은 국철의 투자 계획에도 반영돼 간선 중점 수송으로 하는 것이 국철의 일관된 대방침이었으며 통근 대책에 대해서는 비교적 소규모 투자에 그쳤다. 그래서 현재의 통근 지옥에 대해서는 나도 큰 책임이 있다고 생각한다. 그러나 총재로 취임하여 신주쿠, 이케부쿠로의 혼잡을 실제로 보고 절실히 자신의 어리석음을 깨달았다. 더는 정부의 일이라든지, 도의 일이라든지 말하고 있을 시간이 없다. 그대로 두면 큰일이다. 아무튼 곧 손을 쓰지 않으면 안 된다는 것으로 지난 잘못을 뉘우치다 뒤늦게 통근지옥의 완화를 목표로 지금 현명의 노력을 다하게 된 것이다.— 이시다 레이스케「充実した6年3ヵ月」『日本国有鉄道監査委員会10年のあゆみ』1966년 12월

이시다는 통근 투자에 대해 이야기할 때 "떨어지는 불똥은 털어버려야 한다"라고 빗대어 말했지만 일본국철 여객국의 시바 이치로(芝逸朗)에 따르면 그 말이야말로 개발 선행형이 아니라 수요추종 사상을 구현한 것이었다. 5방면 작전에서도 이야기는 마찬가지다. 또한 제 3차 장기계획이 목표한 수도권 통근노선 전체의 평균 혼잡률은 240%였다. 또한 당초에는 제 3차 장기계획의 마지막 해인 1971년도 말까지 5노선 모두 일정 구간의 선로 증설을 끝내도록 계획되었다.

### 투자 총액
하기의 비용을 합산한 '통근수송개선투자'가 5방면 작전 실시의 투자총액으로 인식되고 있다.
- 선로증설비: 복복선화를 위해 투자된 비용
- 지상설비비: 차량기지, 변전설비 등에 투자된 비용
- 차량비: 증발, 편성연장, 신성능화를 위해 투자된 비용

선로증설공사에 대해, 계획 당초와 1981년도 말의 실적을 비교하면 다음과 같다.
| ＼ 항목 선별 ＼               | 당초계획       | 당초계획 | 1981년도말 총공사비 | 증감  |
| ----------------------------- | -------------- | -------- | ------------------- | ----- |
| ＼ 항목 선별 ＼               | 공기           | 총공사비 | 1981년도말 총공사비 | 증감  |
| 도카이도 본선(도쿄-오다와라） | 1966.4-1972.3  | 1,255    | 2,228               | 973   |
| 주오 본선(나카노-미타카）     | 1961.4－1968.3 | 192      | 256                 | 64    |
| 도호쿠 본선(아카바네-오미야)  | 1963.7－1969.3 | 122      | 181                 | 59    |
| 조반선(아야세-토리데)         | 1965.1－1972.3 | 290      | 393                 | 103   |
| 소부 본선(도쿄-지바)          | 1965.4－1973.3 | 651      | 1,018               | 367   |
| 계                            |                | 2,510    | 4,076               | 1,566 |

지상설비비와 차량비를 합산한 것은 아래와 같다.
| 선구별                        | 선로증설 | 지상설비 | 차량 | 계    | 1980년도 기준으로 환산한 투자액 |
| ----------------------------- | -------- | -------- | ---- | ----- | ------------------------------- |
| 도카이도 본선 (도쿄-오다와라) | 1,990    | 1,066    | 256  | 3,312 | 5,922                           |
| 주오 본선 (나카노-미타카)     | 256      | 62       | 122  | 440   | 1,118                           |
| 도호쿠 본선 (아카바네-오미야) | 181      | 440      | 170  | 791   | 1,827                           |
| 조반선 (아야세-도리데)        | 332      | 209      | 122  | 663   | 1,390                           |
| 소부 본선 (도쿄-지바)         | 980      | 399      | 202  | 1,581 | 3,215                           |
| 계                            | 3,739    | 2,176    | 872  | 6,787 | 13,472                          |

- 도카이도, 조반, 소부의 선로증설비가 일치하지 않는 것은 이 노선들은 표의 작성시에 공사가 완료되어 있지 않아 '통근수송개선투자실적'에서는 지속공사 취급으로 계산하여 해마다의 투자실적액을 누계하고 있었기 때문이다.
- 1980년도 기준으로 환산한 투자액은 같은 년도를 기준년으로 하여 인플레이터를 고려한 누계액이다.

## 수송력 증강의 내용

### 기본적인 골자
<운수와 경제>에 게재된 일본국철 담당자의 총괄 기사에 따르면 5방면 작전의 전개에 있어서는 다음의 3점에 주안을 두었다고 한다.
1. 현유 시설 능력의 한계를 넘는 수송수요에 대해 신규투자에 의해 근본적인 설비를 개선하여 대처한다.
2. 운행계획표(다이어) 과밀화를 해소하고 안전 수송을 확보하기 위해 간선수송과 경합하는 통근수송은 최대한 선로를 분리한다.
3. 필요한 구간에 대해서는 도심으로 직통하는 지하철로 직통 운행(乗り入れ)하여 운행한다.

### 도카이도 본선·요코스카 선
도카이도 본선(쇼난 전차)과 요코스카 선은 그때까지 도쿄역-오후나역 사이에서 선로를 공유하여 운행되고 있었다. 이것이 양 노선의 열차 증발의 장벽이 되어 있었다.
이 상황을 타파하기 위해 통칭 "SM분리"(두 노선 열차의 열차 번호 끝의 알파벳이 조합)라 불리는 대책이 실시되었다. 구체적으로는 이하의 것이다.
1. 도쿄역 - 시나가와역 간에 지하 선로를 증설. 도쿄역 지하 홈에서 소부 쾌속선과 상호 직통 운전이 이루어지도록 한다.
2. 화물 전용선으로 힌카쿠 선을 여객화. 화물 열차는 무사시노 선 경유로 이행한다.
3. 신 쓰루미 신호장 - 쓰루미역 간은 여객전용선을 신설한 복복선으로 한다.
4. 쓰루미 역-도쓰카역 간에 하자와 쵸를 통한 화물 전용 별선을 건설, 도쓰카 역 - 오후나역 간의 복복선(여객선과 화물선)에 새로운 복선을 추가하여 3복선으로 화물선을 여객용으로 전용한다.

상기 중 3의 화물선 신설은 건설지 주민에 의한 건설 반대 운동이 일어났기 때문에 계획이 지연되어 1979년에야 완성되었다. 이어 1980년 10월에는 쓰루미 역 - 오후나 역 간의 화물선을 요코스카 선용으로 개량하는 공사가 완료되어 도카이도 본선과 요코스카 선의 분리운행이 개시되었다.
덧붙여 도카이도 본선에서는 이외에도, 오후나 역 - 오다와라역간의 개량도 계획되었다.
1. 이미 여객선과 화물선에 의해 복복선이 되어 있던 오후나 역 - 히라쓰카역 간을 3복선화하여 여객선을 복복선, 화물선을 복선으로 한다.
2. 복선인 히라쓰카 역 - 오다와라역 간에 화물선을 신설하여 복복선화.

이 중 2는 1979년 10월에 완성되었지만 1은 이루어지지 않았다.

### 주오 본선
이 노선만 5방면 작전이 시작되기 전인 제 2차 5개년 계획 때부터 본격적인 공사가 착수되어 있었다. 이것은 무사시노 지역은 연해부의 매립지보다 개발이 용이하며, 인접 현의 전원·구릉 지대보다는 어느 정도 시가화의 소지가 있었기 때문이다. 때문에 고도 경제 성장 초기에는 연선 인구 증가율이 가장 컸다. 주오 본선 계통에서는 이미 완성된 오차노미즈역-나카노 역 간의 복복선을 미타카역·다치카와역까지 연장하는 것과, 건설이 시작된 영단 지하철(현 도쿄 지하철) 도자이 선에 나카노 역에서부터 국철이 직통하는 것이 계획의 기본이 되었다.
1966년 나카노 역-오기쿠보역 간의 복복선화가 완료되어 지하철 도자이 선으로의 직통 운전이 개시되었으며 1969년에는 미타카 역까지의 복복선화가 완료되었다. 그러나 미타카 역 ~ 다치카와 역 간은 아직까지 미완성인 채로 남아있다. 이로 인해 지금도 공사가 시행된 다른 방면에 비해 급행선을 달리는 중거리 전차의 열차 수가 과밀인 상황이 계속되고 있다.

### 도호쿠 본선·다카사키 선
이 계통에서는 도호쿠 본선·다카사키 선 열차와 게이힌 도호쿠 선 열차가 아카바네역 - 오미야 역 구간에 선로를 공유하고 있던 것을 분리, 3복선화하기로 하였다. 또한 이 분리로 선로 수가 늘어 열차의 운행 편수도 증가하는 것에 따라 동시에 가와구치역 - 오미야 역 구간이 완전 입체화되었다. 이 공사는 4・3・10 개정 시행에 맞추어 1968년 10월에 완성되었다.

### 조반선
조반선에서는 기타센주역 - 도리데역 간을 복복선화하고, 쾌속 전동차·중거리 전동차·특급 열차와 완행을 각각 조반 쾌속선과 조반 완행선으로 나누어 조반 완행선 전차는 모든 것이 신규로 건설되는 영단 지하철(현 도쿄 지하철) 지요다 선과 상호 직통 운행하기로 하였다.
1971년 4월 아비코 역까지의 복복선화와 가스미가세키 역까지 개통한 영단 지하철 지요다 선과 직통운전이 실시되었으며 1982년 11월에는 완행 선의 아비코 역 - 도리데 역 구간이 개통되었지만 완행열차가 우에노 역에 직통하지 않는 것이나, 영단의 운임이 비교적 비쌌기 때문에 '민폐 직통운전(迷惑乗り入れ)'이라는 사회문제도 일으켜 운행면의 문제는 현재에 이르기까지 거의 개선되지 않았다.

### 소부 본선
소부 본선에서는 긴시초역 - 지바역 간에서 쾌속·특급 열차와 완행을 각각 소부 쾌속선과 소부 완행선으로 분리하는 복복선화를 실시했다. 또 동시에 도쿄역 - 긴시초 역 간에 지하신선을 건설하여 도쿄역에 진입하고 요코스카 선 열차와의 상호직통운전 실시를 계획했다. 또 앞서 서술한 지하철 도자이 선에도 일부 완행선 전동차가 니시후나바시역~쓰다누마역 간 상호 직통 운전(乗り入れ)을 실시하기로 하였다.
도자이 선과의 상호 직통 운전은 1969년에 개시되었으며, 도쿄역 - 긴시초 역 - 쓰다누마 역 구간의 신선·복복선은 1972년 7월, 쓰다누마 역 - 지바 역 간의 복복선은 1981년 10월에 완성되었다. 조반선의 경우와 달리 이곳에서는 도쿄역으로 가기 위해 종래는 아키하바라 역에서 갈아탈 필요가 있었던 것이, 개량 후에는 쾌속이 직접 도쿄역까지 가도록 되어 연선 주민으로부터의 평가가 대단히 좋았다.

## 참고
2003년도 조사에서의 각 노선의 혼잡률은 다음과 같다.
- 게이힌 도호쿠 선(도카이도 본선·도호쿠 본선 전차선）:225%
- 주오 쾌속선：218%
- 소부 완행선：211%
- 도카이도 선(中電)：204%
- 조반 완행선：200%

## 같이 보기
- 일본국유철도
- 일본 철도 민영화

## 참고 문헌
- 芝逸朗「国鉄通勤輸送のビジョン」『運輸と経済』1972年10月
- 近藤太郎「国鉄再生の基盤 通勤五方面作戦の総決算について」『運輸と経済』1983年3月